# Theobald II. (Blois)
Theobald II. (französisch Thibaud; * um 980; † 11. Juli 1004) war ein Graf von Blois, Tours, Chartres, Châteaudun, Beauvais, Reims und Dreux, Herr von Chinon und Saumur. Er war ein Sohn des Grafen Odo I. († 996) und dessen Ehefrau Bertha von Burgund († nach 1010).
Über Theobald ist kaum etwas bekannt. Er wuchs mit seinem Bruder Odo am Hof seines Stiefvaters, König Robert II. dem Frommen, auf. Obwohl Theobald der Haupterbe eines der mächtigsten Fürstenhäuser Frankreichs war, scheint er eine klerikale Laufbahn angestrebt zu haben. Zusammen mit seiner Mutter und dem Bruder wird er in einer Schenkungsurkunde an die Abtei Bourgueil aus dem Jahr 997 genannt. Theobald starb auf einer Pilgerfahrt nach Rom und wurde bestattet in der Abtei Saint-Père-en-Vallée bei Chartres.